# Brune de l'Atlas
La brune de l’Atlas est une race bovine originaire d'Afrique du Nord.

## Origine
Elle appartient au rameau des races sans bosse et à courtes cornes d'Afrique du nord, mais il semble que la branche occidentale (Tunisie,Maroc, Algérie) [réf. nécessaire] ait subi des croisements avec du bétail Ndama. (rameau sans bosse et à longues cornes) Elle porte aussi les noms d’oulmès, blonde d'Oulmès zaer, blonde des plateaux, mahalli, Lybian shorthorn ou zaers.

## Morphologie
Elle porte une robe variable, allant du fauve au rouge brun en passant par le gris. Le mâle est plus sombre. C'est une race de petite taille. Les vaches pèsent entre 250 et 300 kg, les taureaux de 350 à 400 kg.

## Aptitudes
Elle a un rôle très important dans l'agriculture vivrière. Elle donne son lait, tracte charrette et charrue, donne son veau, sa viande et son cuir. En Libye, la production laitière moyenne est de 4 kg par jour, allant jusqu'à 10 kg pour les meilleurs vaches. Sa petite taille lui permet de vivre dans des zones arides et montagneuses. Elle est capable de se nourrir de peu, souvent des végétaux inutiles pour l'homme. Les troupeaux sont rares : souvent, il s'agit d'un ou deux animal par famille. Les bœufs sont dociles et de bons animaux de traits.